# Nia Sanchez

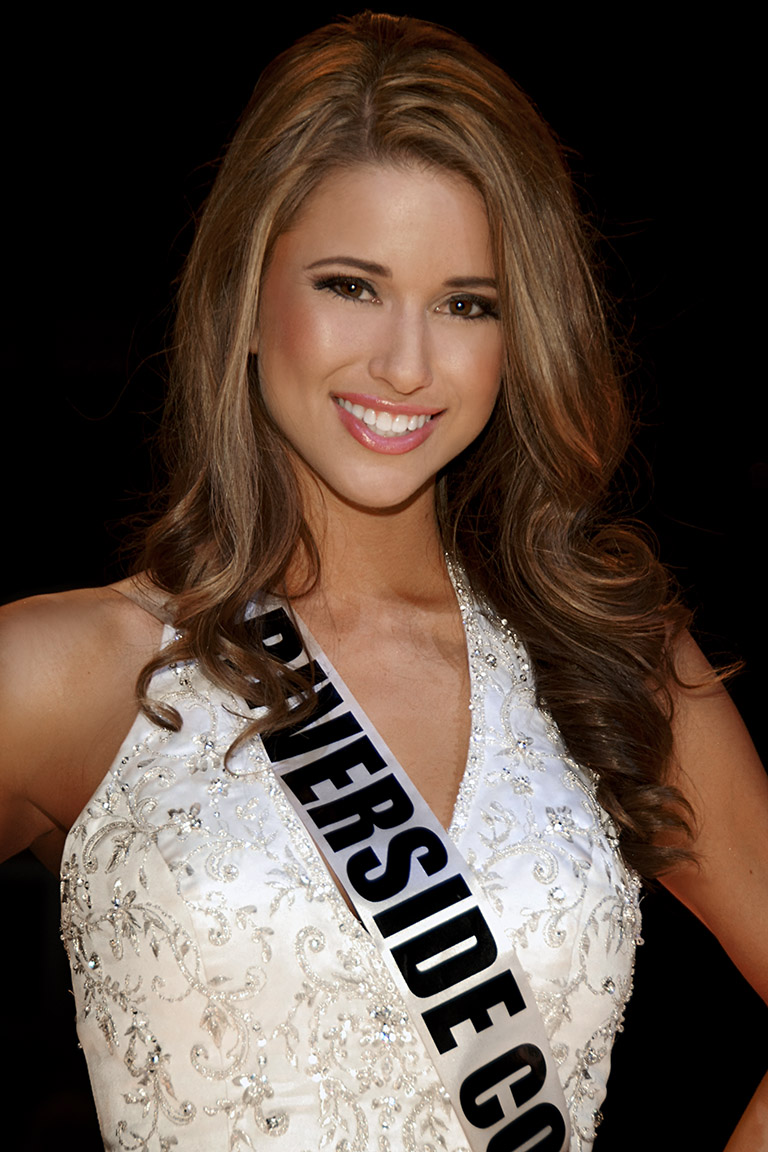
Nia Sanchez (2010).

Nia Temple Sanchez, född 15 februari 1990 i Sacramento i Kalifornien, är en amerikansk skönhetsdrottning som vann Miss USA 2014. Sanchez blev den första deltagaren ifrån staten Nevada att vinna Miss USA finalen. Hon representerade sitt land i Miss Universum den 25 januari 2015 och blev tvåa efter Paulina Vega ifrån Colombia. Hon hade tidigare försökt vinna på delstatsnivå i Miss California USA finalen år 2010  2011 och 2012 där hon till slut placerade sig som trea 2010 och 2011 och 2012 placerade hon sig inte i topp15 i respektive delstatsfinaler. . 